# La Virgen con el Niño y san Juan (Correggio)
La Virgen y el Niño con el pequeño san Juan (en italiano: Madonna col Bambino e Giovanni Battista) es un cuadro del pintor italiano Antonio Allegri da Correggio. Fue ejecutado al óleo sobre tabla, estando hoy transferido a tela. Data hacia 1516, encontrándose actualmente en el Museo del Prado, Madrid.
Se trata de un cuadro con un tema clásico: la Virgen María con el Niño Jesús y san Juanito. Las tres figuras forman una composición piramidal, como en los cuadros que sobre el mismo tema ejecutaron Leonardo da Vinci o Rafael Sanzio.
No obstante, la influencia predominante es la de Leonardo, como puede verse en el paisaje azulado, en la sutil sonrisa de la Virgen, así como por el uso de la técnica del esfumado.
En el pasado, la obra fue conocida como La Virgen de la sandalia, por el calzado de diseño peculiar que luce el personaje. 